# عشيبيات لولبية حديثة
عشيبيات لولبية حديثة (الاسم العلمي: Noviherbaspirillum) هي جنس من البكتيريا، سلبية الغرام، تتبع الجرثوميات حامضية.